# Anthony Cacace
Anthony Cacace est un boxeur irlandais né le 2 février 1989 à Belfast.

## Carrière
Passé professionnel en 2012, il devient champion du monde des poids super-plumes IBF le 18 mai 2024 après sa victoire pas arrêt de l'arbitre au huitième round contre Joe Cordina. Cacace conserve son titre le 21 septembre 2024 en l'emportant aux points face à Josh Warrington puis le laisse vacant le 31 janvier 2025.